# In The Land Of Grey And Pink
In The Land Of Grey And Pink es el tercer álbum de estudio de la banda británica de rock progresivo Caravan, incluida dentro de la Escena de Canterbury. Allmusic lo destacó como el mejor lanzamiento de la banda. En la edición especial de Q Pink Floyd & The Story of Prog Rock, nombraron a In The Land... como el 19° álbum de su lista "40 Cosmic Rock Albums", lista que intenta reunir a los 40 mejores álbumes de rock progresivo.

## Lista de canciones
Lado A
| N.º | Título                                         | Duración |  |
| 1.  | «Golf Girl»                                    | 5:05     |  |
| 2.  | «Winter Wine»                                  | 7:46     |  |
| 3.  | «Love to Love You (And Tonight Pigs Will Fly)» | 3:06     |  |
| 4.  | «In the Land of Grey and Pink»                 | 4:51     |  |

Lado B
| N.º | Título | Duración |  |
| 1.  | «Nine Feet Underground" - I. "Nigel Blows a Tune" - II. "Love's a Friend" - III. "Make It 76" - IV. "Dance of the Seven Paper Hankies" - V. "Hold Grandad by the Nose" - VI. "Honest I Did!" - VII. "Disassociation" - VIII. "100% Proof» | 22:43    |  |

## Créditos

### Caravan
- Richard Sinclair: Voz, bajo, guitarra acústica.
- Pye Hastings: Voz y guitarras.
- David Sinclair: Órgano Hammond, piano, mellotron, vocales armónicas.
- Richard Coughlan: Batería, percusión.

### Músicos adicionales
- Jimmy Hastings: Flauta, saxofón tenor, piccolo.
- David Grinsted: canon, viento, campana

Paul Beecham: Trombón.